# イグアス川
イグアス川（イグアスがわ）は、南米パラナ川の支流中で最も壮大な流れを持ち、ブラジルの海岸山脈を起源とする川である。全長は1,320kmにおよぶ。
ブラジル海岸山脈を発したイグアス川は、初めは西方へおよそ690km流れ、やがてブラジル、アルゼンチン、パラグアイの国境が交わる地点で、パラナ川に合流する。合流点の手前25km地点に世界三大瀑布の一つであるイグアスの滝がある。

## 関連項目

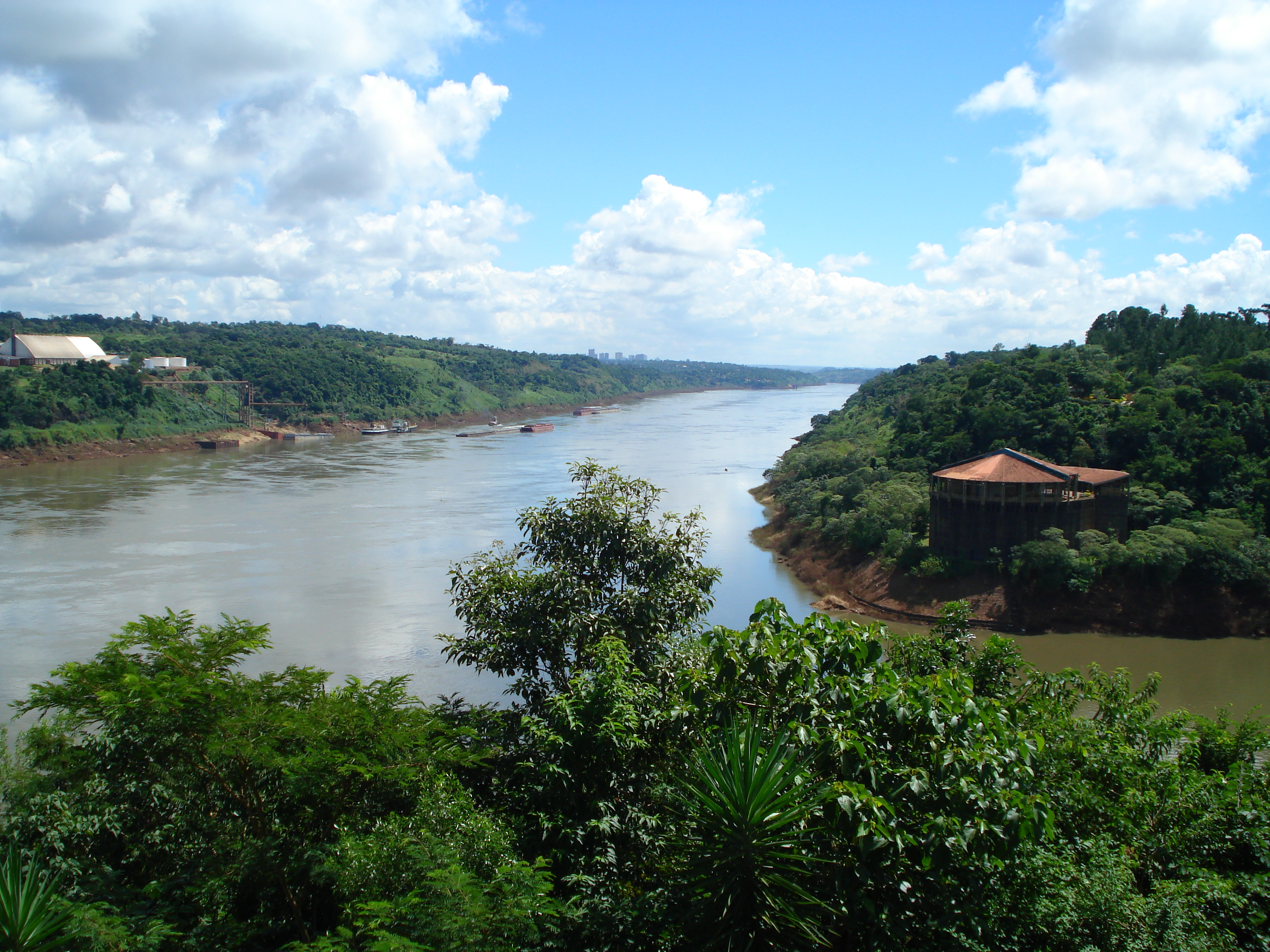
イグアス川（パラナ川との合流地点）